# Temporada 1946-1947 del Liceu
La temporada 1946-1947 Giuseppe Di Stefano debuta al Liceu amb Manon de Massenet i significa el seu debut també en un teatre de fora d'Itàlia. També debuta Mario del Monaco, que hagué de suar sang amb Aida i, sobretot amb La Gioconda. Del Monaco no triomfaria al Liceu fins al 1953, una altra vegada amb Aida, i amb l'esplèndid Otello de 1955.
| Temporada 1946-1947 del Liceu |                         |                     |                   | |           |                             |
| Òpera                         | Compositor              | Director musical    | Director d'escena | Papers principals | Producció | Dates                       |
| Aida                          | Giuseppe Verdi          |                     |                   | Carla Castellani, Elena Nicolai, Mario del Monaco, Carlo Tagliabue                                                         |           |                             |
| Manon                         | Jules Massenet          | Napoleone Annovazzi |                   | Victòria dels Àngels, Giuseppe Di Stefano                                                                                  |           | 3 de desembre               |
| La sonnambula                 | Vincenzo Bellini        | Napoleone Annovazzi |                   | Marimí del Pozo, Giuseppe Di Stefano, Tancredi Pasaro, Lolita Torrentó, Angeles Rossini                                    |           | 19 de desembre              |
| Rigoletto                     | Giuseppe Verdi          | Josep Sabater       | Augusto Cardi     | Giuseppe Di Stefano, Carlo Tagliabue, Marimí del Pozo, Marco Stefanoni, Angela Rossini                                     |           | 28 de desembre i 1 de gener |
| Madama Butterfly              | Giacomo Puccini         | Josep Sabater       | Augusto Cardi     | Toshiko Hasegawa, Angela Rossini, Assumpció Picó, Gustavo Gallo, Ángel Anglada, Fernando Linares, Vicente Riaza, Òscar Pol |           | 16, 19, 21 gener            |
| La Gioconda                   | Amilcare Ponchielli     |                     |                   | Carla Castellani, Mario del Monaco                                                                                         |           | gener                       |
| Così fan tutte                | Wolfgang Amadeus Mozart | Otto Ackermann      | Marisa Morel      | Eddy Bossy, Giulietta Simionato, Marisa Morel, Emmanuelle papazian                                                         |           | 8 al 16 de febrer           |
| La traviata                   | Giuseppe Verdi          | Josep Sabater       | Augusto Cardi     | Maria Espinalt, Giovanni Voyer, Giuseppe Manachini                                                                         |           |                             |
| Tristany i Isolda             | Richard Wagner          | Otto Ackermann      | Max Terpis        | Giovanni Voyer, Siegfried Tappolet, Brita Hertzberg, Andreas Boehm, Marcelo Cortis, Margret Weth-Falke, Fernando Linares   |           | 13 de febrer                |